# 苍耳
苍耳（学名：[Xanthium strumarium] 错误：{{Lang}}：文本有斜体标记（帮助））为一年生草本，属于菊科苍耳属。菓實為「苍耳子」，蒼耳子又名葈耳實、羊負來、羊帶來、道人頭、胡寢子、胡蒼子。

## 异名
- Xanthium sibiricum
- Xanthium mongolicum
- Xanthium inaequilaterum
- Xanthium sibiricum var. subinerme
- Xanthium orientale
- Xanthium japonicum
- Xanthium indicum var. inaequilaterum
- Xanthium italicum
- Xanthium chasei
- Xanthium curvescens
- Xanthium oviforme
- Xanthium cylindricum
- Xanthium pensylvanicum
- Xanthium chinense
- Xanthium americanum
- Xanthium speciosum
- Xanthium inflexum
- Xanthium varians
- Xanthium globosum
- Xanthium wootonii
- Xanthium echinatum
- Xanthium echinellum
- Xanthium strumarium subsp. sibiricum
- Xanthium strumarium var. glabratum
- Xanthium strumarium var. canadense
- Xanthium sibiricum var. jingyuanense
- Xanthium strumarium var. japonicum

## 形态
- 一年生草本，苍耳高约20～90厘米，全株密被白色短毛。
- 近根部的茎为紫色，上部的茎为绿色，有紫色条状斑点；
- 广卵形或卵状三角形的叶片互生，叶长5～20厘米，宽4～16厘米，先端尖，边沿有不规则粗齿，或浅裂成三片，基部为心脏形，叶柄长3～10厘米。
- 夏季开花，头状花序腋生或顶生，单性花，雌雄同株；
- 果实为倒卵形或卵圆形，遍身密生坚硬的钩刺，极易附着在人的衣服或动物的皮毛上。

## 分布
野生於山坡、草地及路邊、水流旁草丛或灌木丛中。在中国分布很广，广泛分布于全世界各地，东亚、俄罗斯、伊朗、印度、北美等地均有分布。

## 名称

### 中文名称
苍耳子最早的记载是《诗经》中的“卷耳”和《尔雅》中的“苓耳”。同時也在《莊子》寓言中〈野人獻芹〉中亦有出現過。
作为药品，苍耳子始载于《神农本草经》，名为“枲耳实”，列为中品。在唐孙思邈《千金食治》中始作“苍耳子”。

### 学名
据2012版中国生物物种名录，苍耳的标准学名为[Xanthium sibiricum Patrin ex Widder] 错误：{{Lang}}：文本有斜体标记（帮助），其异名有[Xanthium indicum Klatt] 错误：{{Lang}}：文本有斜体标记（帮助）、[Xanthium japonicum Widder] 错误：{{Lang}}：文本有斜体标记（帮助）、[Xanthium strumarium L.] 错误：{{Lang}}：文本有斜体标记（帮助）及[Xanthium strumarium L. var. indicum Debeaux] 错误：{{Lang}}：文本有斜体标记（帮助），表示的都是同一物种。
在其拉丁名[Xanthium strumarium] 错误：{{Lang}}：文本有斜体标记（帮助）中，其属名来自于古希腊语，意为“金黄色”，其种加词意为“如垫子般膨胀的”，以描述其种子在成熟时由青色变为金黄色，同时膨胀起来的特征。

### 其他语言中的名称
在英语中，苍耳称作（；意为“麦仙翁”，而意为“带刺的果实”或“刺蒺藜”）、或。
德语中的正对应英语的，德语中是“尖”的意思。
在葡萄牙语及西班牙语中，苍耳与牛蒡用同一个词来表示，因为它们的果实均带有刺，而且常粘附在衣服及动物毛皮上，所以有时为了区分，将苍耳称作（“小牛蒡”）。
在印度的阿育吠陀医学中，苍耳子被称作“Chota Gokhru”，其中“chota”意为“小”，“go”意为“牛”，“khuru”意为“足趾”，因为苍耳子的形状类似于牛的脚趾，“Chota 
Gokhuru”这个词亦指与苍耳子相似的蒺藜子。
印度许多地方都将苍耳称作“adhasisi”，意为“偏头痛”，因为苍耳子在印度常用来治偏头痛。苍耳在印度的其他名字有：banokra、chotadhatura、kuthua（印地语）；godrian（古吉拉特语）；aristha、itara、kambu-vanamalini、sarpakshi（梵语）；dumundi、dutundi（马拉地语）；maruloomatham（泰米尔语）；maruluummatti（卡纳拉语）；marulam athangi（泰卢固语）。
在日语中，苍耳被称为／ onamomi ?（?），据说是来自于“／ namomi ?”，意为“生用搓揉涂抹的东西”，来自于蛇咬伤时生用该植物的汁涂抹在患处；另有一说谓来自于“／ nazumu ?”，意为“停滞不前”，指苍耳子常钉附在衣服或动物的皮毛上停滞不前。有些人将前缀“ o”附会为“／ o”，于是不但有“／ o namomi”，还有了“／ me namomi”，并规定了各种区别。像苍耳这样的植物种子在日语中被统称为／ hittsuki mushi ?，意为“粘附虫”，其他属于的植物种子还有：窃衣属植物、牛膝、淡竹叶、狼尾草、鬼针草、拉拉藤属植物、透骨草属植物等的种子。

## 应用

### 食用
在中国，苍耳的叶子可以作为蔬菜食用。
在阿萨姆，其嫩花顶部及其下两片嫩叶亦作为叶用蔬菜食用，用水煮沸。
据报道，毒性物质会在洗净及烹饪过程中被去除。與此相似，在中药苍耳子的炮制过程中，炒苍耳的毒性明显小于生品苍耳。

### 药用
苍耳的果实称苍耳子，在中医中可入药。
- 性味归经：辛、苦、温，归肺经。
- 功用：通鼻窍，散风湿，止痛。
- 应用：用于风寒头痛，风湿痹痛，湿疹瘙痒，疥疮
- 用法用量：3～10克。煎服或入丸散。
- 本品治痳瘋及梅毒性神經痛有效。

苍耳的地上部分（苍耳草）亦可入药，与苍耳子不同之处在于性微寒，可清热。

### 毒性
苍耳最早在明《本草品汇精要》中提到“有毒”。《纲目》谓“有小毒”。《千金食治》茎叶：“味苦辛，微寒，有小毒”。
动物食用并消化足够量的苍耳苗将导致其死亡。在西方文献中，苍耳并非一种药用植物，但却为人所共知的有毒饲料植物（如牛、猪、马、家禽等）。
成人服用苍耳子超过100g可致中毒，表现为头晕、嗜睡甚至昏迷，重则出现呼吸、循环、肝肾功能衰竭。
另外，在部分人身上，苍耳还会导致过敏性皮炎。
苍耳子主要毒性成分为苍耳子苷（strumaroside），含于脂肪蛋白中，炮制苍耳子就是使脂肪蛋白中所含蛋白遇高热变性，凝固在细胞中不易溶出，以去其毒性。刘树民等认为苍耳子的肝毒作用机制是抑制了机体内源性自由基清除系统的酶系和非酶系，引发脂质过氧化作用，并形成脂质过氧化物，从而引起细胞损伤。
有研究认为，苍耳子的非苷类部分亦具有一定的毒性，该部分主要含有毒蛋白及糖类，并认为其中毒蛋白可能为毒性成分之一。苍耳子的毒性物质很可能包含多种成分，其联合作用引起毒性反应，因为苷类和非苷类分离后单独作用的毒性均没有原生药苍耳子的毒性大。
在中国，苍耳子的中毒，往往是因为炮制的不当造成，比如受热不均造成未炒透、炒制时间不足等等，故而苍耳子在药用时必须炒至焦黄，使脂肪油中所含毒蛋白变性，凝固在细胞中不被溶出。

## 起源问题
现代所说的苍耳（[Xanthium strumarium] 错误：{{Lang}}：文本有斜体标记（帮助））很可能起源于北美，如上所述，在现代植物学中[Xanthium strumarium] 错误：{{Lang}}：文本有斜体标记（帮助）与《中国药典》规定之苍耳子[Xanthium sibiricum] 错误：{{Lang}}：文本有斜体标记（帮助）属同义词，但是中国自先秦的《诗经》、《尔雅》便记载有「卷耳」、「苓耳」，则该种植物很可能是与[Xanthium sibiricum] 错误：{{Lang}}：文本有斜体标记（帮助）相近的另一种苍耳属植物。

## 延伸阅读
[在维基数据编辑]
 《植物名實圖考·葈耳》，出自吳其濬《植物名實圖考》

## 外部連結
- 中国数字植物标本馆中的相关内容：苍耳
- 蒼耳 Cang'er （页面存档备份，存于） 藥用植物圖像數據庫 (香港浸會大學中醫藥學院) （中文）（英文）
- 蒼耳子 中藥材圖像數據庫  (香港浸會大學中醫藥學院) （中文）（英文）